# دهنك
 دهنك  (بالفارسية: دهنگ) قرية كبيرة تـتبع للبلدة المركزية (بالفارسية: بخش مركزى) من توابع مدينة بستك، وتقع في محافظة هرمزگان في جنوب غرب إيران. قرية كبيرة عامرة تقع على بعد 40 كيلومراً في شمال شرقي مدينة بستك.

## حدود قرية دهنك
حدود دهنگ: من الشمال تسان، « پاکوه »، « جبل بُر »، و« جبل کوه لومه‌ای »، ومن الجنوب رودخانه شور كوده، ومن الغرب قرية ملوردی، ومن الشرق تنتهي بـقرية تدرویه.

## السكان
يبلغ عدد سكان هذه القرية حسب تعداد السكان لعام 2006 للميلاد، (1٬636) نسمة تشكل (344) عائلة، من أهل السنة والجماعة وعلى المذهب الشافعي. يتكلمون الفارسية باللهجة المحلية، بها مساجد، وعدة مدارس: ابتدائية، والاعدادية والثانوية، كذلك بها المرافق العامة كشبكة المياه والكهرباء والهاتف. وعيادة صحية صغيرة، وعدد كبير من البرك لحفظ مياه الأمطار إذا سالت الأودية، اقرب مطار إلى قرية دهنك في مدينة لار في جهة الشمال.

## مهنة سكان القرية
قرية قديمة جداً يرجع تاريخها إلى قبل الإسلام،
يمتهن سكان القرية بمهنة تربية المواشي والأغنام، والزراعة، أراضيهم خصبة، وتزرع فيها البر والشعير.

## وصلات خارجية
- التقسيمات الادارية لمحافظة هرمزگان